# Groupa
Groupa är en svensk-norsk folkmusikgrupp som har varit aktiv sedan början av 1980-talet. De använder sig av en variation av instrument, såsom mungiga, sälgflöjter, viola d'amore, klockor, stenar och trä, och förenar äldre musikaliska traditioner med moderna uttryck.

## Historia
Groupa bildades 1980 som en kvintett med Mats Edén, Leif Stinnerbom, Inger Stinnerbom, Bill McChesney och Thomas Fabiansson. Debutalbumet Av bara farten släpptes 1983 på skivbolaget Amigo.
1983 ombildades gruppen med nya medlemmar: Jonas Simonson, Hållbus Totte Mattson och Gustav Hylén. Genom turnerande och albumen Vildhonung (1985) och Utan sans (1988), med Ale Möller som producent, blev Groupa en aktör på den svenska folkmusikscenen.1987 mottog de utmärkelsen "Volkkunstpreis F.V.S. zu Hamburg".

## 90-talet
Groupa deltog i projektet Folkmusiktältet under 1990 och belönades med en Grammis 1991 för albumet Månskratt, där gästartister som Lena Willemark, Tina Quartey och Rickard Åström medverkade. Albumet utsågs 25 år senare till ett av de mest betydelsefulla svenska folkmusikalbumen av tidningen Lira.
Efter Månskratt-projektet fortsatte Groupa som kvartett med Mats Edén, Jonas Simonson, Tina Quartey och Rickard Åström. 1996 vann de ytterligare en Grammis för albumet Imeland.
1997 anslöt sig Terje Isungset till gruppen, vilket tillförde nya rytmiska element och klangfärger genom användning av material som trä och sten.

## 00-talet
Som kvintett, tillsammans med sångerskan Sofia Karlsson, släppte Groupa två album: Lavalek (1999) och Fjalar(2002). Kritiker har noterat att Karlsson bidrog till att utveckla gruppens arrangemang och kompositioner under denna period.
Sedan 2007 har Groupa främst arbetat som trio och släppte albumet Frost 2008.

## 2010-talet
2011 samarbetade Groupa med Lena Willemark och den svenska kammarorkestern Musica Vitae under en turné. 2014 släpptes albumet Silent Folk.

## Kind of Folk-serien
2015 inledde Groupa projektet Kind of Folk, där traditionell musik från olika länder omtolkas. Det första albumet, Kind of Folk – Vol. 1 Sweden (2016), följdes av Kind of Folk – Vol. 2 Norway (2018), Kind of Folk – Vol. 3 Iceland (2020), och Kind of Folk – Vol. 4 Iberia (2023). I de senare albumen har gruppen samarbetat med musiker från respektive region.

## Diskografi
- Av bara farten (1983, Amigo AMCD72, LP)
- Vildhonung (1985, Amigo AMCD729, LP)
- Utan sans (1989, Amigo AMCD721, LP)
- Månskratt (1990, Amigo AMCD725, LP, CD)
- Imeland (1995, Amigo AMCD730, CD)
- Lavalek (1998, Xource XOUCD125, CD)
- Fjalar (2002, Xource XOUCD134, CD)
- Frost (2008, Footprint FRCD040, CD)
- Silent Folk (2014, Footprint FRCD074, CD)
- Kind of Folk – Vol. 1 Sweden (2016, All Ice Records All Ice 1613, CD)
- Kind of Folk – Vol. 2 Norway (2018, All Ice Records All Ice 1822, CD)[19]
- Kind of Folk – Vol. 3 Iceland (2020, All Ice Records All Ice 2027, digital release only)[20]
- Kind of Folk - Vol.4 Iberia (2023, All Ice Records, CD)[21]